# Duo Petrof

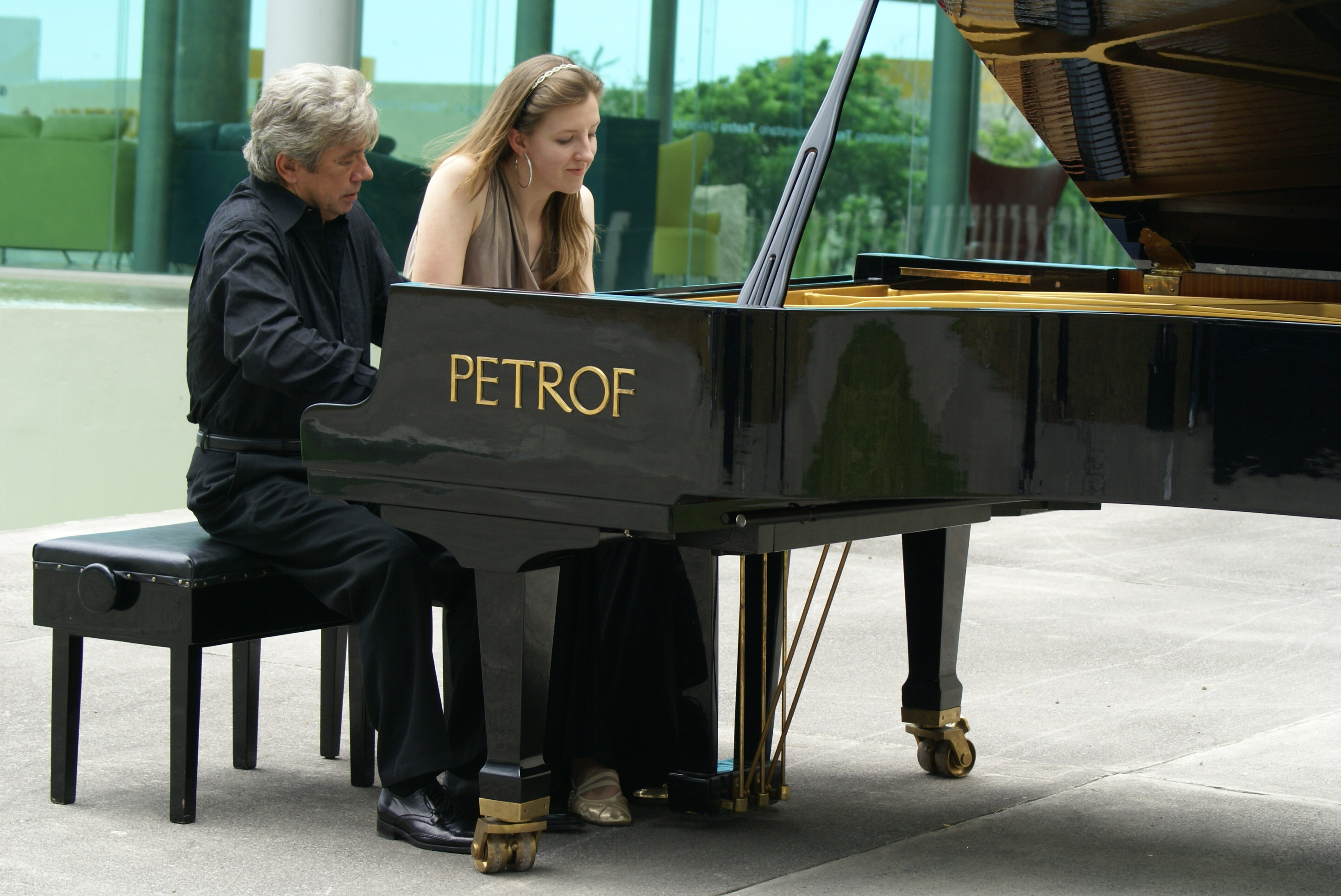
Anatoly Zatin und Vlada Vassilieva (2008)

Das Duo Petrof ist ein Klavierduo, bestehend aus dem ukrainischen Pianisten Anatoly Zatin (* 23. März 1954 in Uschhorod) und der russischen Pianistin Vlada Vassilieva (* 10. Juli 1985 in Moskau).

## Leben
Anatoly Zatin studierte Klavier, Komposition und Dirigieren am Sankt Petersburger Konservatorium und ist Mitglied der St. Petersburger Union of Composers. Später wurde er Professor und Dekan des Fine Arts Institute der Universidad de Colima in Mexiko.
Vlada Vassilieva studierte bei Anatoly Zatin an der Universidad de Colima und später als Fulbright-Stipendiatin bei Pavlina Dokovska am Mannes College of Music in New York City. Sie unterrichtet derzeit an der Universidad de Colima. Beide Pianisten leben in Mexiko.
Das Duo wurde 2003 in Zusammenarbeit der Universidad de Colima mit der tschechischen Firma Petrof gegründet. Seit 2008 sind beide Pianisten Petrof Artists, die die Klaviere der Firma weltweit vertreten.

## Diskographie
- 88 x 2: Music for two pianos, mit Werken von Bohuslav Martinů, Claude Debussy, Manuel María Ponce, Sergej Slonimskij, Francis Poulenc u. a. – Columna Música, 2015
- Duo Petrof plays Ant. Petrof, mit Werken von Johann Sebastian Bach, Ludwig van Beethoven, Franz Schubert, Felix Mendelssohn Bartholdy, Sergej Rachmaninow und Tomás León – Columna Música, 2017